# Tyrannochthonius mahunkai
Tyrannochthonius mahunkai es una especie de arácnido  del orden Pseudoscorpionida de la familia Chthoniidae.

## Distribución ge ográfica
Se encuentra en la República del Congo.